# Among Us
Among Us (з англ. «Серед нас») — багатокористувацька відеогра на соціальну дедукцію, створена американською компанією InnerSloth 15 червня 2018 року. Гра виконана в космічному антуражі. Гравці мають дві ролі: цивільні члени екіпажу і самозванці. Метою цивільних є знайти самозванців і нейтралізувати їх, а самозванців — убити всіх цивільних.
2018 року гра не отримала широкого розголосу, але у вересні 2020 завдяки Twitch, YouTube і іншим платформам вона стала популярною, маючи 1,5 млн одночасних гравців. Внаслідок різкого росту інтересу, до неї було анонсовано сиквел — Among Us 2. 23 вересня 2020 вихід сиквела скасували, ухваливши рішення розвивати оригінальну гру. Гра надихнула багатьох користувачів на написання історій, теорій, малюнків та на інші прояви творчості.

## Ігровий процес
Гра відбувається із видом згори. Група з 4-10-х гравців виступають в ролі астронавтів космічного корабля, колонії на іншій планеті чи повітряної станції. Від 1 до 3-х учасників випадковим чином стають самозванцями.
Мета самозванців — непомітно вбити цивільних, поки їхня кількість не стане принаймні рівною кількості самозванців. Тоді як самі цивільні намагаються позбутися самозванців, для чого спілкуються в текстовому чаті й голосують кого викинути за борт, як у грі Мафія. Вигляд учасників налаштовується різними кольорами та аксесуарами, вони можуть водити з собою домашніх улюбленців, але на ігровий процес це не впливає.
При знаходженні трупа будь-який гравець може почати обговорення, в ході якого голосуванням гравці, радячись щодо обставин, вираховують самозванця. Наприклад, вказують, що підозрюваний був неподалік від нещодавно виявленого трупа. Персонаж, який отримав максимальну кількість голосів, викидається в космос, лаву або скидається у прірву (залежить від карти), але продовжує гру у вигляді невидимого привида, здатного продовжувати виконувати завдання (або ж влаштовувати саботаж, якщо він самозванець), проходити крізь стіни і спостерігати за тим, що відбувається, але не може голосувати і спілкуватися з іншими живими персонажами. Гравці мають право голосувати за кого завгодно, навіть за себе, або взагалі не голосувати. Залежно від налаштувань, викинувши учасника, гравці отримують повідомлення чи був він справді самозванцем. Якщо всі самозванці будуть викинуті, то цивільні космонавти переможуть. Є можливість влаштувати обговорення, навіть якщо ніхто не помер, проте ця функція має ліміт використання. Якщо самозванець скоїв убивство, то наступне він може зробити тільки через деякий час.
Кожен учасник має обмежене поле зору, тому бачить лише те, що відбувається неподалік. Гравці можуть виконувати завдання на карті: крутити вентилі, заливати бензин у паливні баки, натискати кнопки тощо. Коли стається саботаж (крім вимкнення світла і зв'язку), починається зворотний відлік і цивільні мають час знайти поломку та виправити її.
Команда самозванців може перемогти якщо:
1. вб'є достатньо цивільних;
2. здійснить успішний саботаж (перерве постачання кисню чи підірве реактор);
3. на голосуванні достатня кількість цивільних буде викинута, тобто після видворення кількість живих цивільних залишається такою ж, як і присутніх самозванців.

Цивільні можуть перемогти якщо:
1. виявлять усіх самозванців;
2. виконають усі завдання, що врятують корабель або станцію.

## Розробка, випуск і популярність
Among Us була натхненна салонною командною психологічною покроковою рольової грою Мафією. Спочатку гра повинна була стати ексклюзивом для мобільних пристроїв, в ній була тільки одна карта. У червні 2018 відеогру випустили на Android і iOS. Незабаром після випуску Among Us, в неї грали від 30 до 50 гравців одночасно. Програміст Форест Віллард вважав, що «вона була випущена не дуже доброю». Ця думку дизайнера Маркуса Бромандера пояснювалося тим, що його команда «дійсно погано розбирається в маркетингу». Отримавши відгуки від гравців, команда вирішила додати мережевий багатокористувацький режим, а пізніше в тому ж році гра з'явилася в Steam. Підтримка гри між платформами була доступна після випуску. У 2019 році були випущені дві додаткові карти.

## Відгуки
Крейг Пірсон із Rock, Paper, Shotgun вважає, що грати за самозванця «набагато веселіше», ніж за «важкий» екіпаж. Говорячи про популярність гри серед стримерів, Евелін Ло з The National сказала: «Спостерігати за реакцією людей, які намагаються вгадати, хто самозванець (а іноді вони дуже помиляються), або жахливо брехати про те, що він не самозванець, — все це досить цікаво». Еліс О'Коннер з Rock, Paper, Shotgun сказала, що гра схожа на «Мафію або Werewolf, але з міні-іграми».
Among Us часто порівнюють з Fall Guys, через те, що дизайн персонажів доволі схожий і також оскільки обидві гри стали популярними під час пандемії COVID-19. Гру також часто порівнюють з фільмом «Щось». У Among Us грала кіберспортивна команда ВМС США. Вони вибрали імена пов'язані з образливими висловлюваннями в сторону темношкірих і бомбардуванням Нагасакі, які багато глядачів визнали «образливими» і «нестерпними».

## Амогус
Амогус (англ. Amogus) — спотворена назва гри, яка стала трендом та мемом у 2021 році. Також амогусом називають спрощений малюнок персонажа цієї гри — космічного чоловічка.
Все почалося з поста редітора Lewdvik, який опублікував відредагований комікс. Автор узяв за основу комікс художника StoneToss та додав до нього персонажа з Among Us. Людинка вийшла спрощеною, тому й отримала нове ім'я — Amogus. Зненацька слово Амогус стало окремим мемом. Люди стали додавати самозванця в інші комікси та меми, доводячи все до абсурду. Ще один подих розвитку мема розпочався у квітні, коли мем Амогус уже став своєрідною класикою. Люди почали підбирати схожі слова, що закінчуються на -us (наприклад, Colombus), і перемальовувати панелі з імпостором у стилі Амонгуса. У такому форматі мем розпочав свій розвиток у квітні та вийшов на пік у травні 2021 року. В рамках тренду до Коломбуса додалися Гомункулус, Августус, Абобус та інші персонажі історії, фільмів, ігор і т. д.

## Нотатки
1. 1 2  Більш відомий як Puffballs United[61].
2. ↑  Стилізована як Among Us! в App Store[66] та Space Mafia в посиланні для Google Play[67]. Реліз сиквелу гри буде мати ретронім Among Us 1[68][69][70][71].